# Louise Platt
Louise Platt (Stamford, 3 agosto 1915 – Greenport, 6 settembre 2003) è stata un'attrice statunitense.

## Biografia
La carriera cinematografica di Louise Platt conta solo sette titoli, tra i quali è da ricordare il western Ombre rosse (1939) di John Ford, nel quale interpretò il ruolo di Lucy Mallory, la mite moglie di un ufficiale, in attesa di un bambino e coinvolta nell'avventuroso viaggio su una diligenza che attraversa un pericoloso territorio Apache.
Dopo aver esordito a Broadway, la Platt giunse a Hollywood nel 1938 e apparve accanto a Henry Fonda in due film, Ho ritrovato il mio amore e Il falco del nord, prima del grande successo di Ombre rosse. Nel 1942 tornò sui palcoscenici di New York e nel 1948 recitò a Broadway con Rex Harrison nel dramma Anne of the Thousand Days di Maxwell Anderson, interpretando il ruolo di Mary, sorella di Anna Bolena. Negli anni cinquanta recitò per la televisione, facendo due apparizioni nella serie Alfred Hitchcock presenta e interpretando il ruolo di Ruth Holden in Sentieri, prima del definitivo ritiro dalle scene nel 1963.
Morì nel 2003, all'età di 88 anni

## Vita privata
Louise Platt si sposò due volte: la prima nel 1938 con il regista teatrale Jed Harris, da cui ebbe una figlia; col secondo marito Stanley Gould, dal quale ebbe un'altra figlia, rimase unita fino alla propria morte.

## Filmografia

### Cinema
- Ho ritrovato il mio amore (I Met My Love Again), regia di Joshua Logan, Arthur Ripley (1938)
- Il falco del nord (Spawn of the North), regia di Henry Hathaway (1938)
- Ombre rosse (Stagecoach), regia di John Ford (1939)
- Tell No Tales, regia di Leslie Fenton (1939)
- Forgotten Girls, regia di Phil Rosen (1940)
- I ribelli dei sette mari (Captain Caution), regia di Richard Wallace (1940)
- Street of Chance, regia di Jack Hively (1942)

### Televisione
- Playwrights '56 – serie TV, episodio 1x07 (1955)
- Star Tonight – serie TV, episodio 2x34 (1956)
- Goodyear Television Playhouse – serie TV, episodio 6x02 (1956)
- Kraft Television Theatre – serie TV, episodi 9x28-10x07 (1956)
- The United States Steel Hour – serie TV, episodio 5x01 (1957)
- Alfred Hitchcock presenta (Alfred Hitchcock Presents) – serie TV, episodi 2x23-3x35 (1957-1958)
- Sentieri (The Guiding Lady) – serie TV, 2 episodi (1958-1959)
- New York Confidential – serie TV, episodio 1x27 (1959)
- Look Up and Live – serie TV, 1 episodio (1959)
- La città in controluce (Naked City) – serie TV, episodio 4x18 (1963)

## Doppiatrici italiane
- Lydia Simoneschi in Ombre rosse